# Adel Ziane
Adel Ziane, né le 5 avril 1979, est une personnalité politique française. Membre du Parti socialiste, il est élu sénateur de la Seine-Saint-Denis en 2023.

## Biographie

### Jeunesse et études
Adel Ziane est diplômé de l'Institut d'études politiques de Paris (promotion 2003). Il est titulaire d'un DEA de relations internationales. Il est licencié de lettres modernes.

### Parcours politique
De 2005 à 2007, il est assistant parlementaire de Pierre Moscovici, alors député européen et vice-président du Parlement européen.
De 2007 à 2011, il entre au ministère des Affaires étrangères et européennes. Il est successivement chargé de mission Proche-Orient, coordonnateur géographique puis rédacteur Coopération-Développement Égypte/Levant à la Direction générale de la coopération internationale et du développement, puis à la direction d’Afrique du Nord-Moyen Orient.
En 2011, il rejoint le Musée du Louvre, où il exerce successivement les fonctions de directeur adjoint de la communication de 2011 à 2014, puis de sous-directeur de la communication, adjoint à la directrice des relations extérieures de 2014 à 2018, et de directeur des relations extérieures de 2018 à 2023.
Il est élu en juillet 2020 adjoint au maire chargé de l'aménagement, du développement durable, des finances et de la communication de Saint-Ouen-sur-Seine, sous Karim Bouamrane.
Le 16 juillet de la même année, il devient vice-président chargé de l’aménagement et de l’urbanisme de l'établissement public territorial Plaine Commune, en banlieue nord de Paris, sous la présidence de Mathieu Hanotin.
Lors des élections de 2023, il est élu sénateur de la Seine-Saint-Denis. Il fait partie du groupe socialiste, et siège à la Commission de la culture, de l’éducation, de la communication et du sport . Il démissionne alors de ses mandats exécutifs locaux d'adjoint au maire de la ville et de vice-président de Plaine Commune, conformément aux dispositions de la législation limitant le cumul des mandats en France.

## Décoration
- Chevalier de l'ordre des Arts et des Lettres

## Pour approfondir